# Trichoniscus foveolatus
Trichoniscus foveolatus är en kräftdjursart som beskrevs av Albert Vandel 1951A. Trichoniscus foveolatus ingår i släktet Trichoniscus och familjen Trichoniscidae. Inga underarter finns listade i Catalogue of Life.